# ジョセフ・チャペル・ハチソン・ジュニア
ジョセフ・チャペル・ハチソン・ジュニア (Joseph Chappell Hutcheson, Jr.、1879年10月19日 - 1973年1月18日)はアメリカの弁護士、政治家。父はジョセフ・チャペル・ハチソン・シニア。テキサス州ヒューストンで生まれ、1900年にテキサス大学法科大学院でLL.B.を取得した。同年から1918年までヒューストンで弁護士事務所を個人開業し、ヒューストン市主席法律顧問(1913年 - 1917年)、ヒューストン市長(1917年 - 1918年)を務めた。
1918年3月29日ウッドロウ・ウィルソン大統領によってテキサス州南部地区連邦地方裁判所判事に指名された。1918年4月6日、アメリカ合衆国上院の承認を受け、同日業務に就いた。1930年12月20日、ハーバート・フーヴァー大統領により、新設の第5巡回区連邦控訴裁判所判事に選ばれた。1931年1月13日、上院の承認を受け、1931年1月26日に任命書を受け取った。裁判長(1948-1959)を務め、1964年11月4日にsenior statusとなった。 1973年1月18日にヒューストンで死亡するまで、その地位にあった。
Hutcheson was also a member of the Anglo-American Committee on Displaced Persons that recommended in 1946 that Britain greatly increase the number of Jewish refugees it would let into パレスチナ.
モントローズ近郊(現ラヴェット大通り501番地)に大邸宅を建てた。本来は奇数番号の番地となる側であったが、当時、彼の要望で、存命中は500番地とされた。後に Hostelling Internationalが購入し、2011年8月下旬よりホステルとなっている。以前は、 Lovett Inn、 a bed and breakfast、レンタルヨガスタジオとしても使われた。
以前はlived at 2516 Commonwealth, ヒューストンの at 912 Truxillo 。
アメリカ独立戦争の息子達ポール・キャリントン支部会員で、キャリントンの子孫に当たる。
テキサス大学法科大学院にはジョセフ・C.ハチソン・ジュニア奨学金がある。
1957年にアメリカ合衆国上院議員(テキサス州選出)補欠選挙の候補者サド・ハチソンは甥である。1958年、テキサス共和党党首を務めた。